# Vecrīga
Vecrīga (lettiska: Gamla Riga) är Rigas historiska centrum, beläget på den östra banken av floden Daugava. Stadsdelen är känd för sina gamla kyrkor, som Rigas domkyrka och Sankt Peterskyrkan. Gamla staden är Rigas ursprungliga område, där den äldsta stadsbebyggelsen finns. Tidigare omgavs Gamla staden, förutom den del som vetter mot Daugava, av en stadsmur. Då muren revs fylldes utrymmet av Daugavas vatten, som bildade Rigas kanal.
I början av 1990-talet stängdes Gamla stadens gator för biltrafik. Gamla staden är sedan 1997 uppsatt på Unescos lista över världsarv.

## Bildgalleri

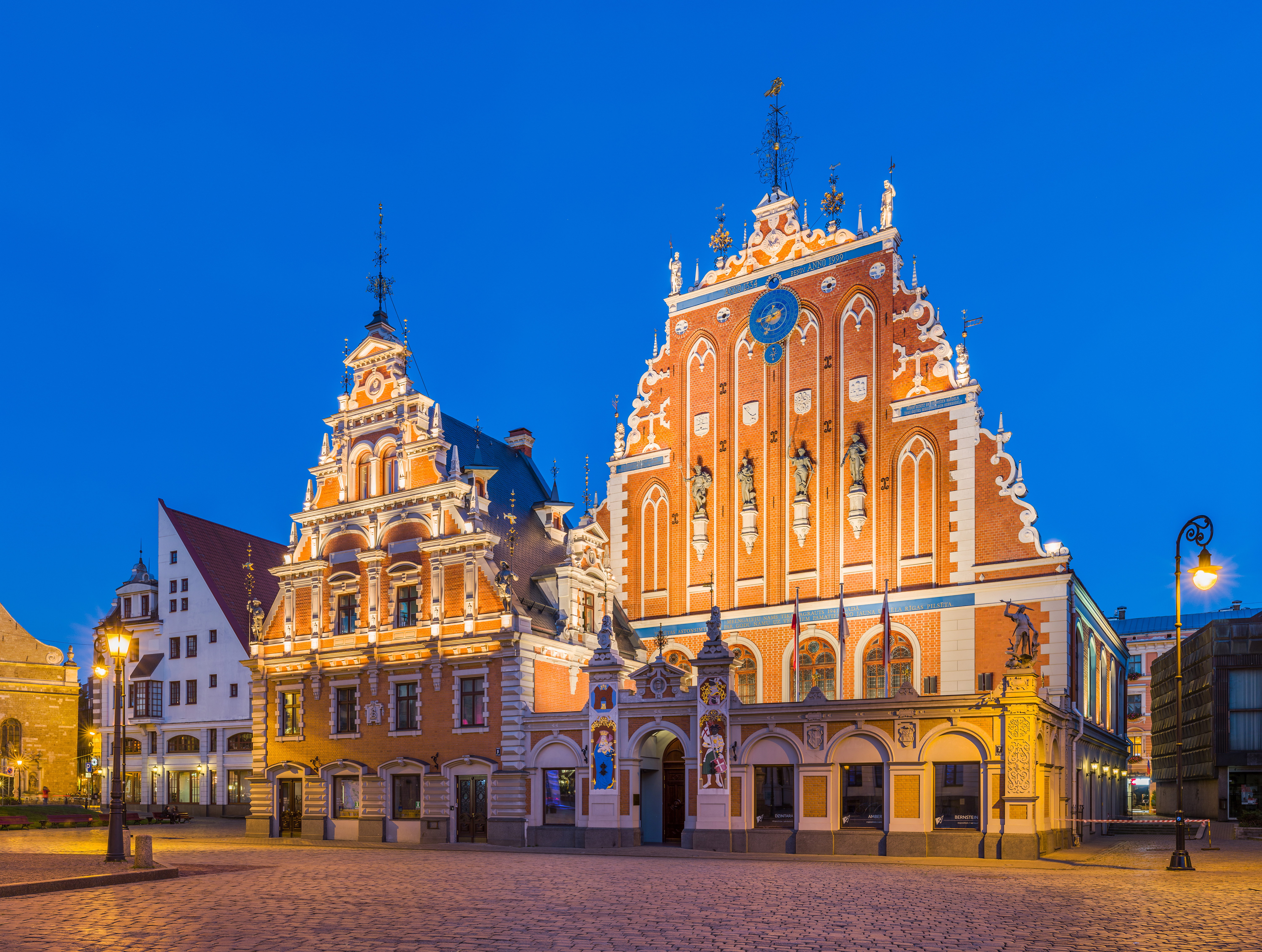
Svarthuvudbrödernas hus.
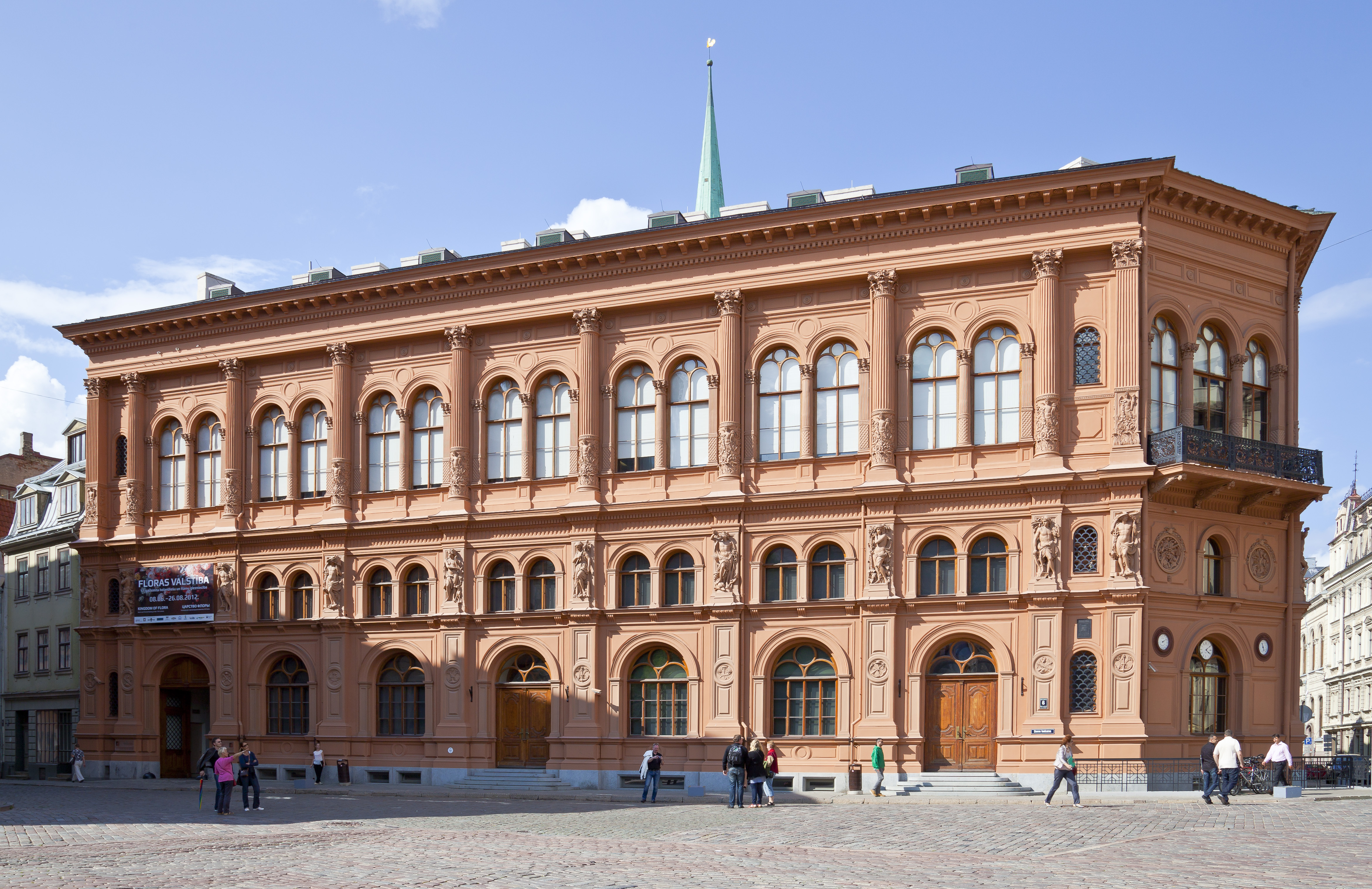
Konstmuseet.
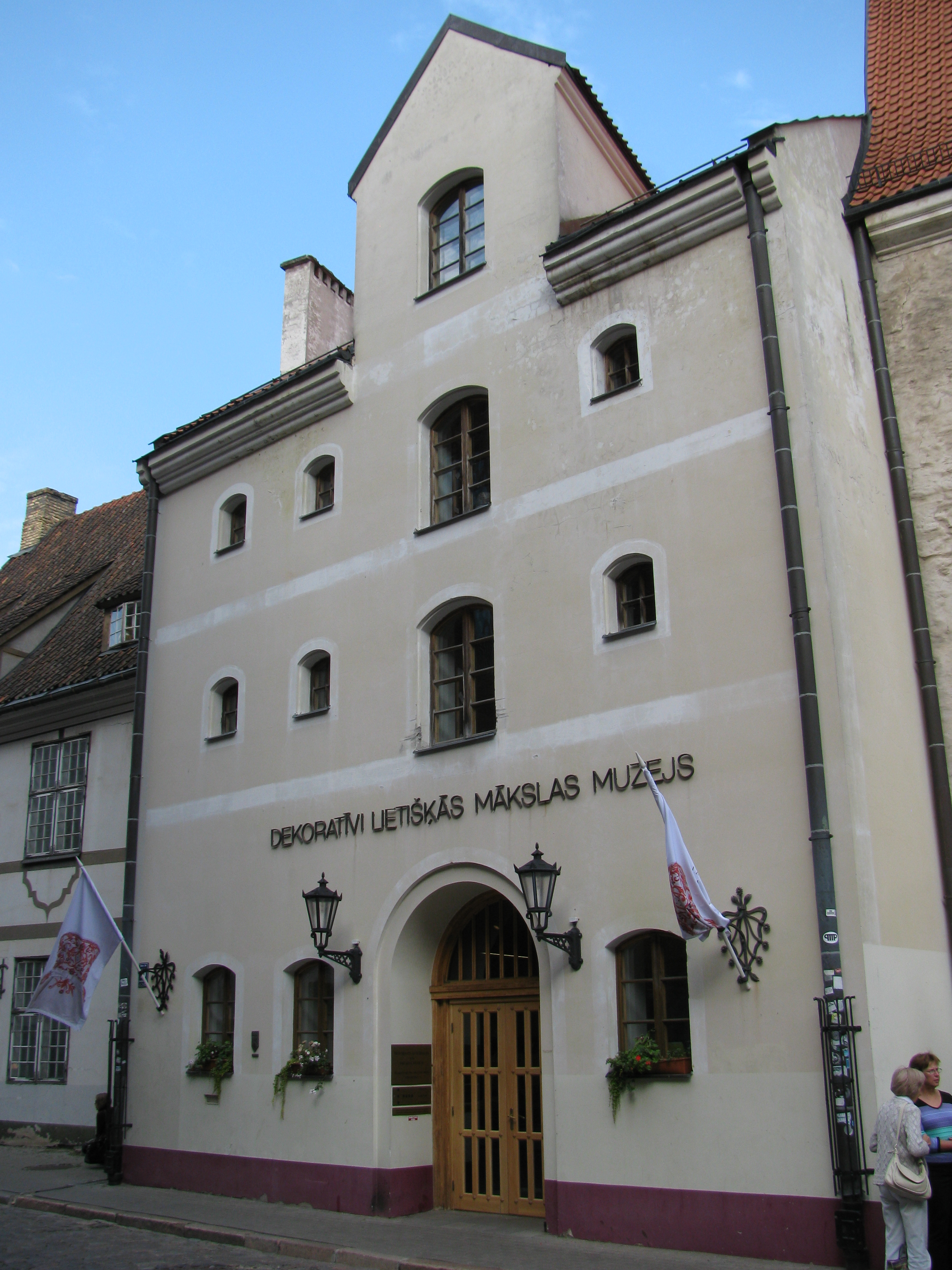
Museet för konsthantverk och design.
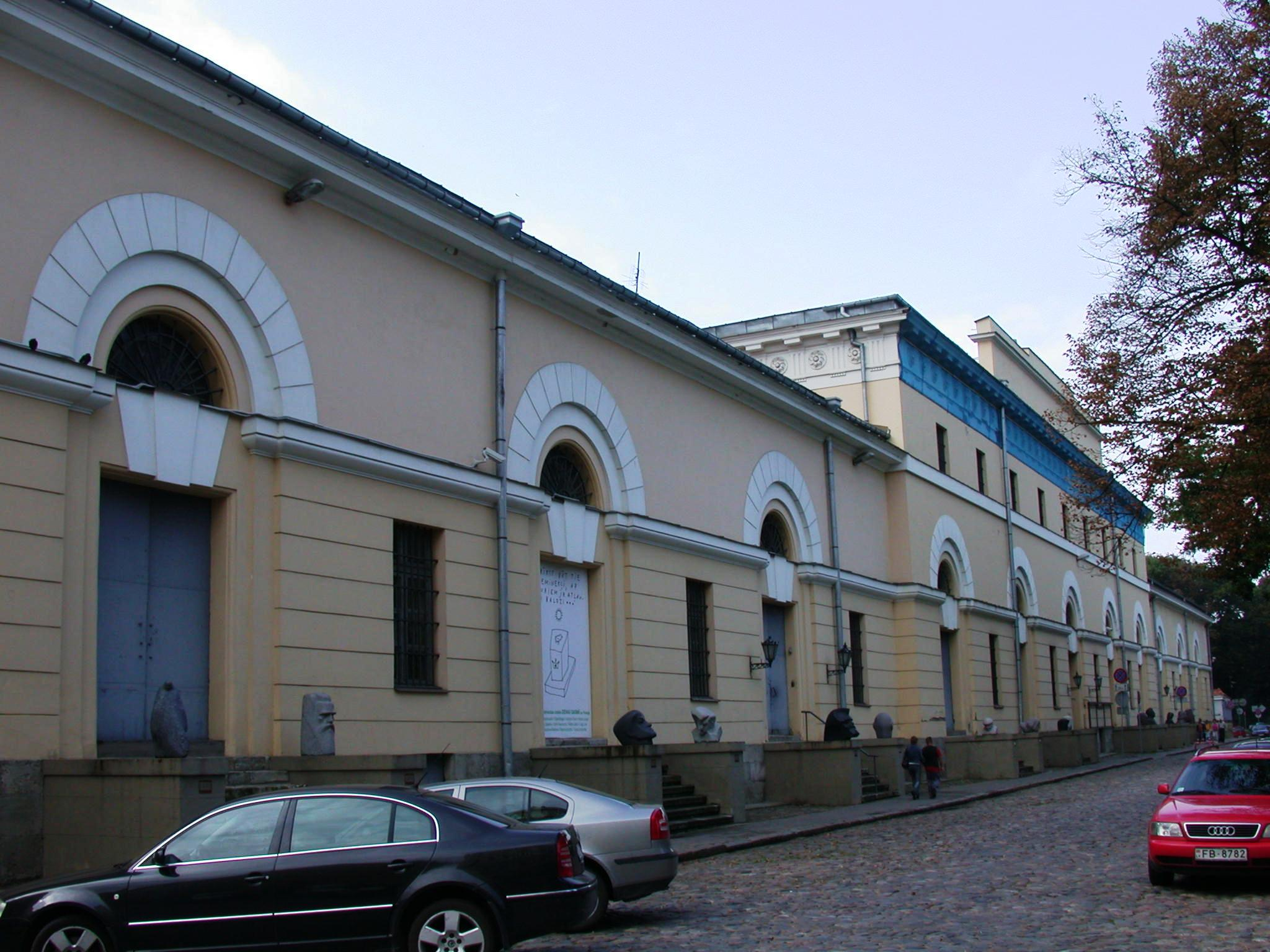
Arsenalens konsthall.
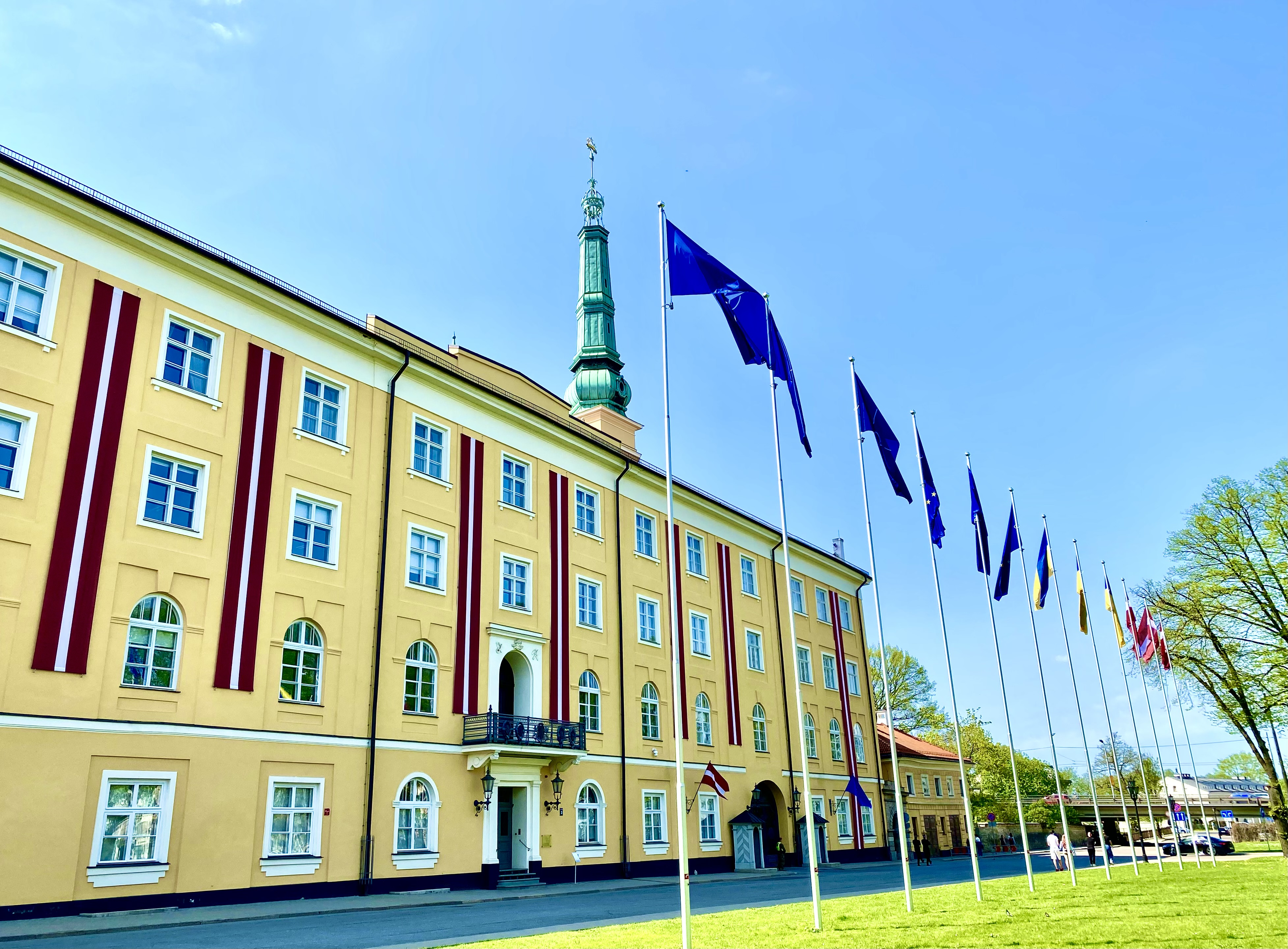
Rigas slott.
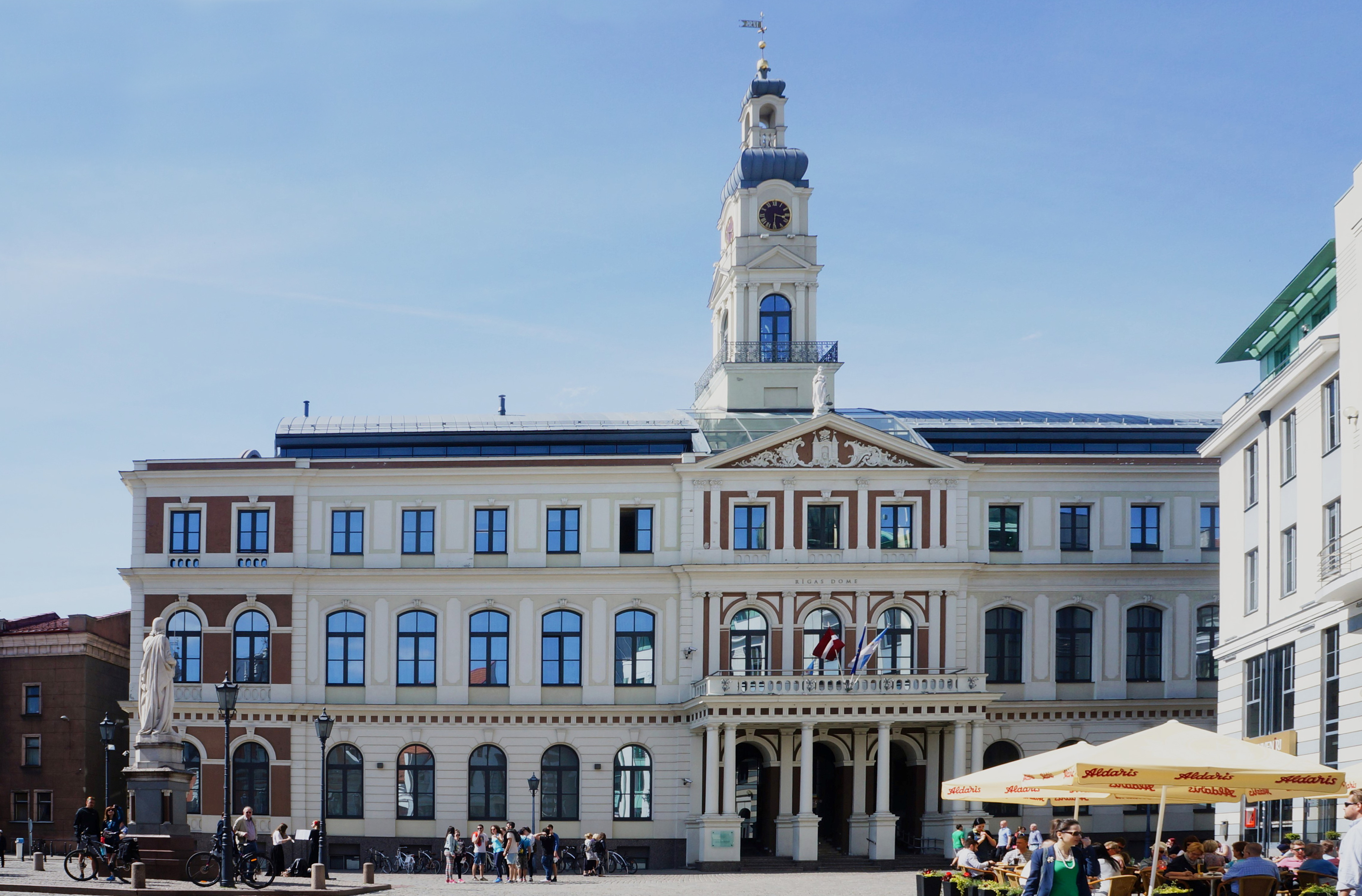
Rigas rådhus.
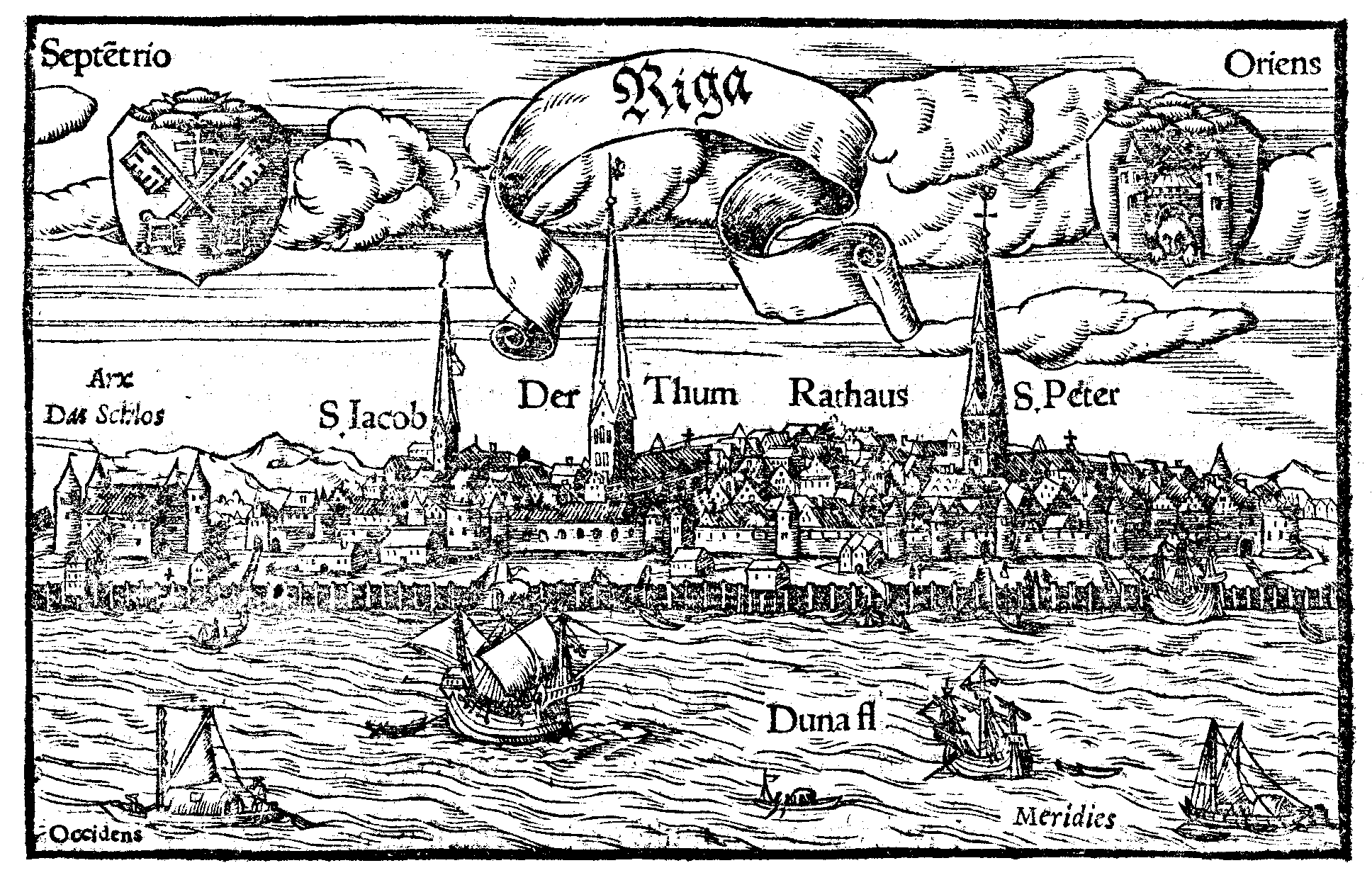
Riga 1575.
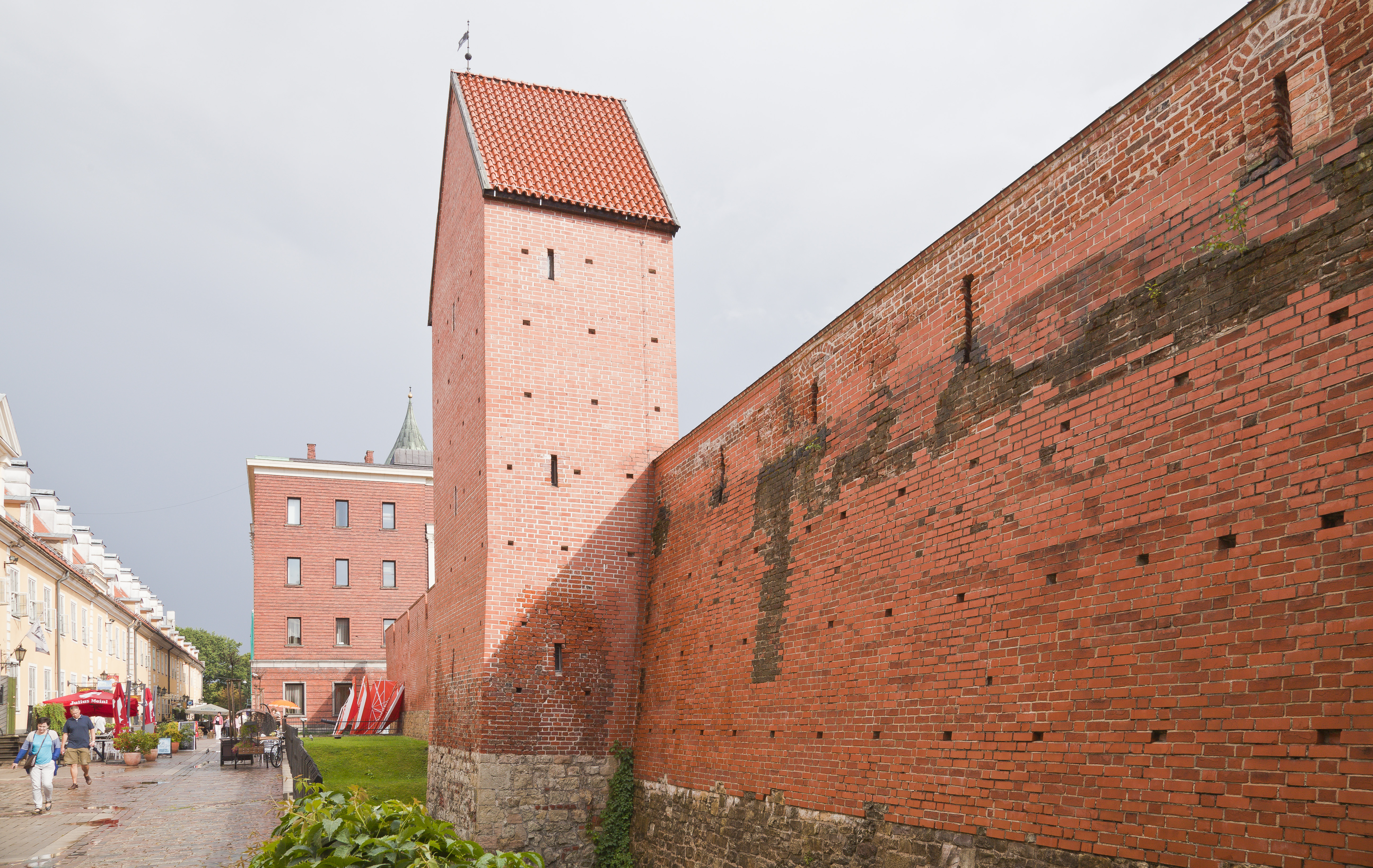
Rekonstruerad del av stadsmuren.
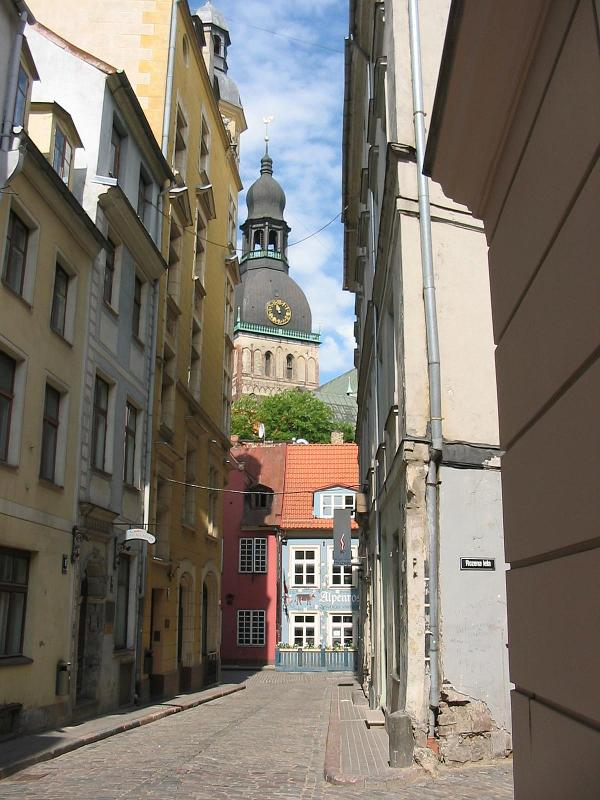
Gatan Ūdensvada iela norrut mot Rigas domkyrka.